# Oderljunga
Oderljunga är en kyrkby i Oderljunga socken i Perstorps kommun i Skåne. SCB har från 1990 till 2023 här avgränsat en småort. Vid avgränsningen 2023 var bebyggelsen sammanväxt med den i  den Häljalt och bildade en tätort. 
Här ligger Oderljunga kyrka.

## Personer med anknytning till orten
- Artur Lundkvist, författare
- Nils Oderstam, präst
- Anne Swärd, författare